# كمشك
 کمشک  قرية كبيرة تتبع بلدة جناح (بالفارسية: بخش جناح ) من توابع مدينة بستك وتقع في محافظة هرمزگان في جنوب إيران.  کمشك  إحدى كبرى قرى « اقليم فرامرزان» تبعد عن مركز المدينة 72 كيلومتراً وتقع في الجنوب الغربي لمدينة بستك.

## حدود کمشک
حدود کمشک : من الشمال جبل، ومن الجنوب «جبل کمشک » و«جبل شرکی» ومن الغرب « گری رودخانه » و« گردنه خنجی » و« زین الدینی » وثم بلدة أشکنان، ومن الشرق تنتهي بـقرية كهتويه وطريق السيارات الدفع الرباعيي.

## السكان
يبلغ عدد سكان هذه القرية حسب تعداد السكان لعام 2006 للميلاد، (3216) نسمه من أهل السنة والجماعة وعلى المذهب الشافعي. يتكلمون الفارسية باللهجة المحلية، وکمشک قرية عامرة، بها المرافق العامة كشبكة المياه والكهرباء والهاتف والبريد، وكذلك بها المؤسسات الحكومية كالمدارس، ، والبنوك وإلى آخره. بها ثلاثة مساجد، وعدد كبير من البرك لحفظ مياه الأمطار، كذلك بها حلقتين من الأفلاج وحوالي 8000 نخلة مثمرة، وأراضي شاسعة لزراعة القمح والشعير، وبعض الآبار الارتوازية القديمة.

## وصلات خارجية
- التقسيمات الادارية لمحافظة هرمزگان